# آفتاب‌بوتیمارریختان
آفتاب‌بوتیمارریختان (انگلیسی: Eurypygimorphae) نام کلادی از پرندگان است که آفتاب‌بوتیمارسانان و مرغان گرمسیری را دربر می‌گیرد.